# Élénie menue
Elaenia chiriquensis
Espèce
Statut de conservation UICN

 LC  : Préoccupation mineure
L'Élénie menue (Elaenia chiriquensis) est une espèce de passereau de la famille des Tyrannidae.

## Systématique
Cet oiseau est représenté par deux sous-espèces selon la classification de référence du Congrès ornithologique international (version 9.1, 2019) :
- Elaenia chiriquensis chiriquensis Lawrence, 1865 : du nord-ouest du Costa Rica au Panama (dont île Coiba, Cébaco et archipel des Perles) ;
- Elaenia chiriquensis albivertex Pelzeln, 1868 : zone allant de la Colombie aux Guyanes, au Brésil, au nord de l'Argentine et à Trinidad[1],[3].

Elaenia brachyptera, auparavant considérée comme une troisième sous-espèce, est considérée comme une espèce à part entière depuis les travaux de Rheindt et al. en 2015.